# 龙塘镇 (定南县)
龙塘镇，是中华人民共和国江西省赣州市定南县下辖的一个乡镇级行政单位。

## 行政区划
龙塘镇下辖以下地区：
桐坑社区、长富社区、桐坑村、白驹村、洪洲村、胜前村、长富村、忠城村、龙塘村、湖江村、桥下村和柏木村。